# ミカエリス・アルブーゾフ反応
ミカエリス・アルブーゾフ反応（ミカエリス・アルブーゾフはんのう、英語: Michaelis–Arbuzov reaction）は、亜リン酸エステルとハロゲン化アルキルの反応によりホスホン酸エステルを合成する化学反応である。
P(OR)3 + R'X → R'P(=O)(OR)2 + RX
1898年にアウグスト・ミカエリスらによって報告され、1906年にアレクサンドル・アルブーゾフらにより発展された。
亜リン酸エステルのアルコール残基とハロゲン化アルキルのアルキル基が等しい場合ハロゲン化アルキルは触媒として働き、亜リン酸エステルからホスホン酸エステルへの転位反応となる。
この場合は特にミカエリス・アルブーゾフ転位(-てんい、Michaelis-Arbuzov rearrangement)と呼ばれる。
反応機構は亜リン酸エステルのリン原子によるハロゲン化アルキルへのSN2反応によりホスホニウム塩が生成した後、対イオンのハロゲン化物イオンがホスホニウム塩上のアルコール残基に対してSN2反応を起こすというものである。
ホーナー・エモンズ試薬の合成に使用されるほか、ホスホン酸誘導体型の農薬や神経ガスの合成にも使用される。